# 유용화
유용화(劉容和, 1960년 7월 13일 ~ )는 대한민국 전직 정치인 출신 시사평론가이다.

## 주요 경력
- 동국대학교 대학원 정치학 박사
- 한국외국어대 교양대학 초빙교수 (정치학)
- KTV국민방송 대한뉴스 앵커 (전)
- YTN 객원해설위원 (전)
- 동국대학교 정치학과 객원교수
- OBS/ YTN 뉴스 FM/BBS불교방송 시사프로그램 진행자
- (주) 노동자 신문 기자
- 국회사무처 국회정책연구위원
- 새천년민주당 마포을 지구당 위원장